# Gabbeh (film)
Gabbeh (گبه) är en iransk dramafilm från 1996, skriven, regisserad och klippt av Mohsen Makhmalbaf. Filmen är Makhmalbafs trettonde och den hade premiär den 26 juni 1996 då den visades i sektionen Un Certain Regard vid filmfestivalen i Cannes. Gabbeh var Irans bidrag till Oscarsgalans kategori Bästa icke-engelskspråkiga film 1998.

## Handling
Ett äldre par grälar medan de tvättar sin gabbeh-matta i en ström, mattan har ett mönster som föreställer ett ungt par som rider på en vit häst. Plötsligt dyker en ung kvinna vid namn Gabbeh upp, hon är klädd i en likadan klänning som den gamla kvinnan och berättar sin historia för dem.
Gabbeh levde med sin nomadstam i öknen och var förälskad i en ung man som följde efter stammen till häst. Han friade men hennes far vägrade då hennes farbror var tvungen att hitta en fru först. Fadern hittar på ursäkt efter ursäkt tills de två rymmer tillsammans.

## Medverkande
| Shaghayeh Djodat    | – Gabbeh            |
| Hossein Moharami    | – den gamle mannen  |
| Rogheih Moharami    | – den gamla kvinnan |
| Abbas Sayah         | – farbrodern        |
| Parvaneh Ghalandari |                     |

## Produktion
Det var ursprungligen meningen att Makhmalbaf skulle spela in en dokumentär om Qashqaifolket i sydöstra Iran och deras vävningstraditioner men han slogs av hur hantverkets visuella poesi inte gick att skilja från vävarnas egna erfarenheter.
Filmen, vars manus från början blev officiellt godkänt, blev förbjuden i Iran utan någon förklaring varför.

## Mottagande
Gabbeh har fått ett mestadels positivt mottagande bland kritiker, på Rotten Tomatoes har filmen betyget 90%, baserat på 20 kritikerrecensioner med ett genomsnittligt betyg på 7,2 av 10.
Filmen har fått mycket beröm för sitt vackra foto, bland annat från Stanley Kauffmann på The New Republic som skrev att "det finns knappast en bildkomposition i filmen som inte kunde tas från den och ramas in," Peter Stack på San Francisco Chronicle kallade filmen "visuellt förtrollande" och Owen Gleiberman på Entertainment Weekly beskrev filmen som "ett verk av bländande visuell livlighet." Bahman Ghobadi sade att han "inte kunde föreställa sig sin kultur utan detta verk, med dess mycket speciella filmspråk."

### Engelska originalcitat
1. ↑  "There is hardly a composition in the film that couldn't be extracted and framed"
2. ↑  "visually enchanting"
3. ↑  "it’s a work of dazzling visual brio"
4. ↑  "I cannot imagine my culture without this work, with its very special cinematographic language."